# جيرفيس ماكنتي
جيرفيس ماكنتي (بالإنجليزية: Jervis McEntee)‏ (14 يوليو 1828-27 يناير 1891) هو رسام أمريكي لمدرسة نهر هدسون. كان شخصية أقل شهرة إلى حد ما في عالم الفن الأمريكي في القرن التاسع عشر، لكنه كان الصديق المقرب والرفيق في السفر للعديد من فناني مدرسة نهر هدسون المهمين. بصرف النظر عن لوحاته، فإن مجلات ماكنتي هي إرث دائم، حيث توثق حياة رسام نيويورك أثناء وبعد العصر الذهبي.